# August von Kotzebue
August von Kotzebue (Weimar, 1761. május 3. – Mannheim, 1819. március 23.) német író, drámaíró.

## Életrajza
Weimarban született akkor, amikor Goethe még nem volt a weimari irodalmi központ főalakja. Polgárfiú volt. Csak 24 éves korában kapott nemességet, ám nem a német császártól, hanem az orosz cártól. Azonban még így is odatette neve elé a német nemességet jelentő „von” előtagot. Fiai már mint von Kotzebue urak nőttek fel. Első gyermeke születésekor 26 éves volt, utolsó gyermeke 54 éves korában született. Közülük négy is szerepel a régebbi lexikonokban, mint von Kotzebue-k. Van köztük festő, világutazó, földrajzi felfedező, orosz tábornok, orosz diplomata és német író. Az atya, a folyton nagy sikerű színpadi szerző élete folyamán egyszerre volt német író, és hol orosz magas rangú köztisztviselő, hol cári szolgálatban álló titkosszolgálati főember. Volt színigazgató, rendező, tartományi kormányzó, szibériai száműzött, hogy közvetlenül utána megint színigazgató legyen. Majd végül az orosz cárok németországi titkos hírszerző hivatalának főnöke, a német egyetemi ifjúság forradalmi ábrándjainak megfigyeltetője, Szentpétervár legfőbb külföldi ügynöke.
A korán tehetségesnek mutatkozó fiú jogásznak indult. Kitűnő tanuló volt, több osztályt tudott egy tanév alatt elvégezni. Jogi diploma birtokában 20 éves korában már ügyvéd Weimarban. Kitűnő bírósági szónoknak bizonyult, okfejtő beadványai jogtudományi tanulmányokkal értek fel. Polgári perekben is, büntetőügyekben is hamarosan jó jövedelmű jogi képviselő lehetett. 28 éves korára az Embergyűlölet és bűnbánat című dráma olyan siker volt, hogy Oroszországban, Szentpétervárott is játszották. 24 évesen járt a cárok fővárosában, s felismerte, hogy ott nagy lehetőségek várják. A cári udvarban és a nemesi körökben általában franciául beszéltek, amely nyelven ő is tudott, és hamar megtanult oroszul is: amikor saját művének orosz bemutatójára visszalátogatott, a színháziakkal és író-művész barátaival könnyedén elbeszélgetett oroszul.
Az a közhelyektől áradó szentimentális stílus, amely oly divatos volt ezekben az években Nyugat-Európában, egyenest elegánsnak, nyugatiasnak hatott az oroszországi színházakban, bármelyik nyelven szólalt is meg. Az előkelőségek ugyanis legszívesebben a nagyvárosok francia színházaiba jártak, a polgári és polgárosodó rétegek a német színházakat kedvelték, a művelt ifjúság és a műveletlen nagy tömeg pedig az orosz színházakat szerette: a művelt ifjak azért, mert a nemzettudat a haladás és a hazafiasság szellemét érzékelte az anyanyelvben, a műveletlenek pedig azért, mert más nyelven nem értettek. Kotzebue-nak megfelelt bármelyik nyelv, illetve bármelyik darabját akár maga is lefordította bármelyik nyelvre. Írt, rendezett, néha maga is játszott. Kapcsolatba került a legmagasabb körökkel. Valószínű, hogy a magas hivatalok hasznát vették cselszövő szolgálatainak. A haladó értelmiség titkait ugyanúgy súgta be az udvarnál, mint ahogy a hivatalos szándékokat továbbította a haladó ábrándok titkos társaságainak. Már orosz állampolgár is volt, egyre magasabb hivatalokat látott el. Diplomáciai feladatokkal is megbízták, majd a cári birodalomhoz tartozó Észtország (illetve Észt Tartomány) kormányzótanácsának az elnöke lett. Reval (ma Tallinn) volt a székhelye. Nagy földbirtokot is szerzett azon a vidéken. Nem lehet pontosan tudni, miért fordult ellene az Udvar, de egyszer csak váratlanul bíróság elé került, néhány hétig börtönben is ült, majd száműzték Szibériába. Ott rögtön írt egy olyan drámát, amely dicsőítette a cárt és a cári hatalmat. Ezt megküldte az udvarnak, mire azonnal kegyelmet kapott, és kinevezték a szentpétervári állami német színház igazgatójának. Majd úgy tűnt, hogy hátat fordított minden hivatali vagy hivatalos tevékenységnek, és a Német-római Birodalomba költözött, váltogatva a széttagolt birodalom államait: hol Münchenben volt, hol Mannheimben. Időnként hazautazott revali birtokára pihenni. Ekkor volt a legmagasabb rangú cári tisztviselő: az orosz hatóságok németországi titkosszolgálatának a főnöke lett. Fő feladata a haladó ifjúsági szervezetek megfigyeltetése és a megtudott titkok Szentpétervárra való eljuttatása volt. Ez a megbízatása azonban mégis kitudódott, a tájékozott ifjúság tudomást szerzett róla. Amikor ez kiderült, egy felháborodott diák, Karl Sand tőrrel megölte. Sandot kivégezték, a forradalmi ifjúság Európa-szerte a maga hősét és vértanúját siratta, az akkor húszéves Puskin „Tőr” című költeményében állított emléket Kotzebue gyilkosának.

## Munkássága
Több mint 200 színpadi művet – tragédiát, komédiát, rémdrámáknak beillő „lovagdrámákat” – írt. Ezeket versengve játszották a Német-római Birodalom színházai, a francia, orosz, olasz, osztrák, magyar játékszínek. A 19. század harmincas éveiben – jó évtizeddel a szerző halála után – magyar fordításban 20 kötetnyi Kotzebue-dráma jelent meg. Még egy további évtizedre sem volt szükség, és mintha egyszerre elfelejtették volna. Hajdan leghíresebb – talán viszonylag legjobb – darabjai sem kerültek újra színre. Ezek az Embergyűlölet és bűnbánat meg a Német kisvárosok. Az előbbi igazi szentimentális játék a házasságtörő asszonyról, aki megtisztul a lelkifurdalásban, és derék férje megbocsát neki. Fél Európa zokogott a nézőtéren. A másik szatíra volt a vidéki kispolgárok ostobaságairól.
Műveinek első magyar fordítója Beleznay Zsuzsanna (1795. szeptember 15. – 1845. március 7.) Kotzebue A néma című vígjátékát fordította, amelyet 1813. augusztus 20-án, majd 1814. május 31-én adtak elő a Pesti Színpadon.

## Hatása
Wilhelm von Humboldt azt írja róla, hogy mondatai indokolatlanul ellenállhatatlan könnyeket csalnak a nézők szemébe. A nagyon jó ízlésű Kazinczy Ferenc hiába magyarázgatja társainak, milyen tévedés Kotzebue általános sikere. Hiszen ugyanakkor Berzsenyi lelkesedik érte, hatása kimutatható Csokonain, a fiatal Katona Józsefen és leginkább Kisfaludy Károlyon. A zenei nagyvilágból Beethoven lángelmének vallja, megzenésítendő darabokat kér tőle (a Szent Istvánról szóló Magyarország első jótevője című operának és az Athén romjai című zenés játéknak is Kotzebue írta a szövegkönyvét). De a népszerű operettszerző, Carl Zeller és a kitűnő francia François-Adrien Boieldieu is szívesen zenésítette meg az ő vígjátékait.

## Művei

### Vígjátékok
- Die Indianer in England. Leipzig, 1790
- Der weibliche Jacobiner-Clubb. Frankfurt und Leipzig, 1791
- Bruder Moritz, der Sonderling, oder die Colonie für die Pelew-Inseln. Leipzig, 1791
- Armuth und Edelsinn. Leipzig, 1795
- Der Wildfang. Leipzig, 1798
- Die Unglücklichen. Leipzig, 1798
- Der hyperboräische Esel oder Die heutige Bildung. Leipzig Mai, 1799
- Ueble Laune. Leipzig, 1799
- Die beiden Klingsberg. Leipzig, 1801
- Das Epigramm. Leipzig, 1801
- Der Besuch, oder die Sucht zu glänzen. Leipzig, 1801
- Die deutschen Kleinstädter. Leipzig, 1803
- Der Wirrwarr, oder der Muthwillige. Leipzig, 1803
- Der Vater von ohngefähr. Leipzig, 1804
- Pagenstreiche. Leipzig, 1804
- Der todte Neffe. Leipzig, 1804
- Die Organe des Gehirns. Leipzig, 1806
- Blinde Liebe. Leipzig, 1806
- Die Brandschatzung. Leipzig, 1806
- Die gefährliche Nachbarschaft. Wien, 1806
- Das Geständnis, oder die Beichte. Berlin, 1806
- Der Deserteur. Wien, 1808
- Die Entdeckung im Posthause oder Das Posthaus zu Treuenbrietzen. Wien, 1808
- Das Intermezzo, oder der Landjunker zum erstenmale in der Residenz. Leipzig, 1809
- Der verbannte Amor, oder die argwöhnischen Eheleute Leipzig, 1810
- Des Esels Schatten oder der Proceß in Krähwinkel Riga, 1810
- Der häusliche Zwist. Riga, 1810
- Die Zerstreuten. Riga, 1810
- Das zugemauerte Fenster. Leipzig, 1811
- Die Feuerprobe. Leipzig, 1811
- Max Helfenstein. Leipzig, 1811
- Blind geladen. Leipzig, 1811
- Pachter Feldkümmel von Tippelskirchen. Leipzig, 1811
- Die alten Liebschaften. Leipzig, 1812
- Das getheilte Herz. Riga, 1813
- Zwei Nichten für Eine. Leipzig, 1814
- Die Großmama. Leipzig, 1815
- Der Rehbock, oder die schuldlosen Schuldbewußten. Leipzig, 1815
- Der Shawl. Leipzig, 1815
- Der Educationsrath. Leipzig, 1816
- Die Bestohlenen. Leipzig, 1817
- Der Citherschläger und das Gaugericht. Leipzig, 1817
- Der gerade Weg der beste. Leipzig, 1817

### Színművek
- Menschenhass und Reue. Berlin, 1789
- Das Kind der Liebe, oder: der Straßenräuber aus kindlicher Liebe. Leipzig, 1791
- Die Sonnenjungfrau. Leipzig, 1791
- Der Papagoy. Frankfurt und Leipzig, 1792
- Graf Benjowsky oder die Verschwörung auf Kamtschatka Leipzig, 1795
- Die Spanier in Peru oder Rolla’s Tod. Leipzig, 1796
- Die Wittwe und das Reitpferd. Leipzig, 1796
- Die Versöhnung. Leipzig, 1798
- Der Opfer-Tod., 1798
- Die Verwandtschaften. Leipzig, 1798
- Falsche Scham. Leipzig, 1798
- Der Graf von Burgund. Leipzig, 1798
- Der alte Leibkutscher Peter des Dritten. Leipzig, 1799
- Die Corsen. Leipzig, 1799
- Die silberne Hochzeit. Leipzig, 1799
- Das Schreibepult, oder die Gefahren der Jugend. Leipzig, 1800
- Johanna von Montfaucon. Leipzig, 1800
- Lohn der Wahrheit. Leipzig, 1801
- Octavia. Leipzig, 1801
- Bayard, oder der Ritter ohne Furcht und ohne Tadel. Leipzig, 1801
- Gustav Wasa. Leipzig, 1801
- Die barmherzigen Brüder. Nach einer wahren Anekdote. Berlin, 1803
- Hugo Grotius. Leipzig, 1803
- Die Hussiten vor Naumburg im Jahr 1432. Leipzig, 1803
- Der Hahnenschlag. Berlin, 1803
- Die Stricknadeln. Leipzig, 1805
- Die Erbschaft. Wien, 1808
- Der Leineweber. Wien, 1808
- Ubaldo. Leipzig, 1808
- Die Unvermählte. Leipzig, 1808
- Die kleine Zigeunerin. Leipzig, 1809
- Die Quäker. Leipzig, 1812
- Der arme Poet. Riga, 1813
- Die deutsche Hausfrau. Leipzig, 1813
- Die Rosen des Herrn von Malesherbes. Riga, 1813
- Der Schutzgeist. Leipzig, 1815
- Rudolph von Habsburg und König Ottokar von Böhmen. Leipzig, 1816
- Des Hasses und der Liebe Rache. Leipzig, 1816

### Átdolgozások
Zárójelben az eredeti szerző.
- Der Mann von vierzig Jahren. Leipzig, 1795 (Barthélemy Fagan)
- Der Taubstumme, oder: der Abbé de l’ Épée. Leipzig, 1800 (Jean-Nicolas Bouilly)
- Der Schauspieler wider Willen. Leipzig, 1803
- Don Ranudo de Colibrados. Leipzig, 1803 (Ludvig Holberg)
- Fanchon, das Leyermädchen. Leipzig, 1805 (Jean-Nicolas Bouilly)
- Die französischen Kleinstädter. Leipzig, 1808 (Louis-Benoït Picard)
- Die neue Frauenschule. Leipzig, 1811 (August Creuzé de Lesser)
- Der Westindier. Leipzig, 1815 (Richard Cumberland)